# Bătălia de la Țuțora (1595)
Bătălia de la Țuțora a fost o bătălie dintre Uniunea statală polono-lituaniană (sprijinită de trupele Moldovei) și Imperiul Otoman, (sprijinit de Hanatul Crimeii), care a avut loc între 19 – 20 octombrie 1595 în Moldova, la Țuțora, pe malurile Prutului. 